# Luci Sergi Esquilí
Luci Sergi Esquilí (en llatí: Lucius Sergius Esquilinus) va ser un polític romà que va formar part del segon decemvirat els anys 450 aC i 449 aC.
Formava part de la branca patrícia de la gens Sèrgia. El seu praenomen no apareix als Fasti Capitolini, i els autors antics no estan d'acord sobre quin era. Titus Livi diu que era Marc, encara que més endavant l'anomena Luci, i Diodor Sícul parla d'un Caius i Dionisi d'Halicarnàs, d'un Marc.
Luci Sergi Esquilí va ser un dels deu magistrats del segon decemvirat, presidit per Api Claudi Cras. Aquest segon decemvirat va ser elegit per a redactar les Lleis de les dotze taules, el primer conjunt de lleis escrites que establien els drets romans.
Aquell any, els sabins van ocupar Erètum, i els eques van acampar al mont Algidus. Les tropes romanes es van dividir en dos exèrcits per poder lluitar en els dos fronts. Esquilí va rebre el comandament de l'exèrcit que es va enfrontar amb els eques, amb altres tres decemvirs, Luci Minuci, Marc Corneli Maluginense i Tit Antoni Merenda. Mentrestant, Api Claudi i Espuri Opi Còrnicen es van quedar a Roma per assegurar la defensa de la ciutat. Els altres quatre decemvirs van dirigir l'exèrcit contra els sabins. Van fer front als seus enemics, i Esquilí, vencedor, es va retirar a Túsculum.
Api Claudi Cras es va comportar a Roma de forma tirànica i violenta. Va negar-se a dimitir un cop acabada la feina encomanada, negant-se a elegir els nous cònsols. L'intent d'Api Claudi contra Virgínia va portar a l'enderrocament del decemvirat. Api va ser acusat per Virgini, pare de Virgínia, però no va viure per veure el judici i segons Titus Livi es va suïcidar, però l'opinió més estesa és que va ser executat a la presó per ordre dels tribuns. Els demés decemvirs, excepte Espuri Opi Còrnicen que es va suïcidar a la presó, van marxar a l'exili.